# جان شیمکوس
جان شیمکوس (به انگلیسی: John Mondy Shimkus) نمایندهٔ حوزه انتخابیه پانزدهم ایلی‌نوی از حزب جمهوری‌خواه ایالات متحده آمریکا در مجلس نمایندگان ایالات متحده آمریکا است که برای نخستین‌بار در ۱۸ ژانویه ۱۹۹۷ میلادی به‌عضویت این مجلس درآمد.